# 想い出がいっぱい 〜the 21st century〜
「想い出がいっぱい 〜the 21st century〜」（おもいでがいっぱいザトゥエンティーファーストセンチュリー）は、H2Oの10枚目のシングル。2003年10月29日発売。発売元はユニバーサルミュージック。

## 解説
1983年に発売され大ヒットした『想い出がいっぱい』のセルフカバー曲。
長谷川京子が出演したキヤノンのプリンター「PIXUS」のテレビCMで使用された。

## 収録曲
- 全作詞:阿木燿子、作曲：鈴木キサブロー

1. 想い出がいっぱい 〜the 21st century〜
編曲:石田小吉
2. 想い出がいっぱい(オリジナルバージョン)
編曲:萩田光雄
3. 想い出がいっぱい 〜the 21st century〜（カラオケ）
4. 想い出がいっぱい（カラオケ）